# Adams-Oliver-Syndrom
Das Adams-Oliver-Syndrom ist eine sehr seltene autosomal-dominante vererbliche Erkrankung. Sie ist gekennzeichnet durch Besonderheiten im Bereich des Schädels und der Extremitäten. Die Ausprägung der einzelnen Symptome kann bei betroffenen Menschen sehr unterschiedlich sein.

## Symptome
Im Einzelnen können auftreten:

### Symptome im Bereich des Kopfes
- lokalisierte Hypotrichose (außer Kopfhaut)
- Ossifikationsstörung des Schädels
- Porenzephalie/Schizenzephalie

assoziiert mit der Aplasia cutis congenita

### Störungen der ZNS-Funktion und visuellen Systems
- auffälliges EEG
- mentale/psycho-motorische Retardierung
- muskuläre Hypertonie/Rigidität/Spastik
- Epilepsie
- Enzephalozele/Exenzephalie
- Hemiplegie/Hemiparese

- Strabismus (Schielen)
- Mikrophthalmie
- Fehlbildung des Sehnervs und der Papille des Sehnerven

### Veränderungen der Gliedmaßen
- Fehlbildung der Mittelhand
- Fehlbildung des mittleren Strahls/Spalthand
- ungleichmäßige Länge/Form der Finger
- Syndaktylie der Finger
- kurze Hände/Brachydaktylie
- kleine oder fehlende Fingernägel

- kurzer Fuß/Brachydaktylie der Zehen
- Hohlfuß
- Klumpfuß/Knickfuß
- kleine oder fehlende Zehennägel

### Sonstige
- angeborene Herzerkrankung
- Fehlbildung des Herzseptums
- Fallot-Tetralogie
- überzählige/akzessorische Mamillen (Brustwarzen)
- Frühgeburtlichkeit
- Cutis marmorata teleangiectatica congenita